# Élections départementales de 2021 en Dordogne
Les élections départementales en Dordogne ont lieu les 20 et 27 juin 2021.

## Contexte départemental

### Assemblée départementale sortante
Avant les élections, le conseil départemental de la Dordogne est présidé par Germinal Peiro (PS).
Il comprend 50 conseillers départementaux issus des 25 cantons de la Dordogne.
| Président du conseil départemental   |       |       |      |                                 |
| Germinal Peiro (PS)                  |       |       |      |                                 |
| Parti                                | Sigle | Sigle | Élus | Groupes                         |
| Majorité (38 sièges)                 |       |       |      |                                 |
| Parti socialiste                     |       | PS    | 33   | Socialistes et apparentés       |
| Génération.s                         |       | G.s   | 1    | Socialistes et apparentés       |
| Parti communiste français            |       | PCF   | 4    | Communistes                     |
| Opposition (12 sièges)               |       |       |      |                                 |
| Divers droite                        |       | DVD   | 5    | Le rassemblement de la Dordogne |
| Union des démocrates et indépendants |       | UDI   | 2    | Le rassemblement de la Dordogne |
| Les Républicains                     |       | LR    | 1    | Le rassemblement de la Dordogne |
| Les Républicains                     |       | LR    | 4    | Les Républicains et apparentés  |

## Système électoral
Les élections ont lieu au scrutin majoritaire binominal à deux tours. Le système est paritaire : les candidatures sont présentées sous la forme d'un binôme composé d'une femme et d'un homme avec leurs suppléants (une femme et un homme également).
Pour être élu au premier tour, un binôme doit obtenir la majorité absolue des suffrages exprimés et un nombre de suffrages au moins égal à 25 % des électeurs inscrits. Si aucun binôme n'est élu au premier tour, seuls peuvent se présenter au second tour les binômes qui ont obtenu un nombre de suffrages au moins égal à 12,5 % des électeurs inscrits, sans possibilité pour les binômes de fusionner. Est élu au second tour le binôme qui obtient le plus grand nombre de voix.

## Résultats à l'échelle du département

### Résultats par nuances du ministère de l'Intérieur
Les nuances utilisées par le ministère de l'Intérieur ne tiennent pas compte des alliances locales.
| Binômes                  | Binômes                             | Binômes                  | Premier tour | Premier tour | Premier tour | Second tour | Second tour   | Second tour | Total | +/-           |  |
| Binômes                  | Binômes                             | Binômes                  | Voix         | %            | Sièges       | Voix        | %             | Sièges      | Total | +/-           |  |
| ------------------------ | ----------------------------------- | ------------------------ | ------------ | ------------ | ------------ | ----------- | ------------- | ----------- | ----- | ------------- |  |
|                          | Parti socialiste                    | SOC                      | 40 714       | 34,31        | 6            | 40 110      | 39,55         | 20          | 26    | 8             |  |
|                          | Rassemblement national              | RN                       | 13 949       | 11,76        | 0            | 1 624       | 1,60          | 0           | 0     | en stagnation |  |
|                          | Divers                              | DIV                      | 11 598       | 9,77         | 0            | 16 081      | 15,86         | 4           | 4     | 4             |  |
|                          | Divers gauche                       | DVG                      | 9 437        | 7,95         | 0            | 10 288      | 10,14         | 6           | 6     | 6             |  |
|                          | Union à gauche avec des écologistes | UGE                      | 9 073        | 7,65         | 0            | 1 707       | 1,68          | 0           | 0     | Nv.           |  |
|                          | Les Républicains                    | LR                       | 7 974        | 6,72         | 0            | 9 009       | 8,88          | 4           | 4     | 2             |  |
|                          | Divers droite                       | DVD                      | 5 657        | 4,77         | 0            | 7 473       | 7,37          | 6           | 6     | 2             |  |
|                          | Parti communiste français           | COM                      | 5 121        | 4,32         | 0            | 3 649       | 3,60          | 2           | 2     | en stagnation |  |
|                          | Union de la droite                  | UD                       | 3 277        | 2,76         | 0            | 4 743       | 4,68          | 2           | 2     | 2             |  |
|                          | Union de la gauche                  | UG                       | 2 592        | 2,18         | 0            | 2 013       | 1,98          | 0           | 0     | 2             |  |
|                          | Divers centre                       | DVC                      | 2 544        | 2,14         | 0            | 2 139       | 2,11          | 0           | 0     | Nv.           |  |
|                          | Union au centre et à droite         | UCD                      | 2 433        | 2,05         | 0            | 1 196       | 1,18          | 0           | 0     | Nv.           |  |
|                          | Modem                               | MDM                      | 1 080        | 0,91         | 0            | 1 385       | 1,37          | 0           | 0     | en stagnation |  |
|                          | Écologiste                          | ECO                      | 1 173        | 0,99         | 0            |             |               |             | 0     | en stagnation |  |
|                          | La République en marche             | REM                      | 979          | 0,83         | 0            | 0           | Nv.           |             |       |               |  |
|                          | Extrême gauche                      | EXG                      | 833          | 0,70         | 0            | 0           | en stagnation |             |       |               |  |
|                          | Parti radical de gauche             | RDG                      | 225          | 0,19         | 0            | 0           | en stagnation |             |       |               |  |
|                          |                                     |                          |              |              |              |             |               |             |       |               |  |
| Suffrages exprimés       | Suffrages exprimés                  | Suffrages exprimés       | 118 659      | 93,13        |              | 101 417     | 89,78         |             |       |               |  |
| Votes blancs             | Votes blancs                        | Votes blancs             | 4 790        | 3,76         | 6 570        | 5,82        |               |             |       |               |  |
| Votes nuls               | Votes nuls                          | Votes nuls               | 3 969        | 3,11         | 4 970        | 4,40        |               |             |       |               |  |
| Total                    | Total                               | Total                    | 127 418      | 100          | 6            | 112 957     | 100           | 44          | 50    | en stagnation |  |
| Abstentions              | Abstentions                         | Abstentions              | 184 409      | 59,14        |              | 159 849     | 58,59         |             |       |               |  |
| Inscrits / participation | Inscrits / participation            | Inscrits / participation | 311 827      | 40,86        | 272 806      | 41,41       |               |             |       |               |  |

### Assemblée départementale élue
| Président du conseil départemental   |       |       |      |                                               |
| Germinal Peiro (PS)                  |       |       |      |                                               |
| Parti                                | Sigle | Sigle | Élus | Groupes                                       |
| Majorité (34 sièges)                 |       |       |      |                                               |
| Parti socialiste                     |       | PS    | 25   | Socialiste, écologiste, citoyen et apparentés |
| Divers gauche                        |       | DVG   | 6    | Divers gauche                                 |
| Parti communiste français            |       | PCF   | 3    | Communiste, citoyen et écologiste             |
| Opposition (16 sièges)               |       |       |      |                                               |
| Divers droite                        |       | DVD   | 4    | Les Républicains, divers droite et apparentés |
| Les Républicains                     |       | LR    | 4    | Les Républicains, divers droite et apparentés |
| Divers droite                        |       | DVD   | 3    | Renouveau Dordogne,                           |
| Divers centre                        |       | DVC   | 2    | Renouveau Dordogne,                           |
| Union des démocrates et indépendants |       | UDI   | 1    | Renouveau Dordogne,                           |
| Sans étiquette                       |       | SE    | 2    | Non-inscrits                                  |

### Élus par canton
| Canton                      | Conseiller sortant         | Parti | Parti | Conseiller élu           | Parti | Parti |
| --------------------------- | -------------------------- | ----- | ----- | ------------------------ | ----- | ----- |
| Bergerac-1                  | Adib Benfeddoul            |       | DVD   | Josie Bayle              |       | DVD   |
| Bergerac-1                  | Gaëlle Blanc               |       | LR    | Christophe Rousseau      |       | DVD   |
| Bergerac-2                  | Frédéric Delmarès          |       | PS    | Frédéric Delmarès        |       | PS    |
| Bergerac-2                  | Cécile Labarthe            |       | PS    | Cécile Labarthe          |       | PS    |
| Brantôme                    | Jeannik Nadal              |       | PS    | Mélanie Célerier         |       | DVG   |
| Brantôme                    | Marie-Pascale Robert-Rolin |       | PS    | Olivier Chabreyrou       |       | PS    |
| Coulounieix-Chamiers        | Mireille Bordes            |       | PS    | Thierry Cipierre         |       | UDI   |
| Coulounieix-Chamiers        | Michel Testut              |       | PS    | Marie-Laure Faure        |       | DVD   |
| Haut-Périgord Noir          | Francine Bourra            |       | LR    | Francine Bourra          |       | LR    |
| Haut-Périgord Noir          | Dominique Bousquet         |       | LR    | Dominique Bousquet       |       | LR    |
| Isle-Loue-Auvézère          | Bruno Lamonerie            |       | PS    | Corinne Ducrocq          |       | PS    |
| Isle-Loue-Auvézère          | Annie Sedan                |       | PS    | Bruno Lamonerie          |       | PS    |
| Isle-Manoire                | Jacques Auzou              |       | PCF   | Jacques Auzou            |       | PCF   |
| Isle-Manoire                | Marie-Claude Varaillas     |       | PCF   | Marie-Claude Varaillas   |       | PCF   |
| Lalinde                     | Marie-Lise Marsat          |       | PS    | Marie-Lise Marsat        |       | PS    |
| Lalinde                     | Serge Mérillou             |       | PS    | Serge Mérillou           |       | PS    |
| Montpon-Ménestérol          | Jacqueline Taliano         |       | PS    | Rozenn Rouiller          |       | DVG   |
| Montpon-Ménestérol          | Jean-Paul Lotterie         |       | PS    | Jean-Michel Sautreau     |       | DVG   |
| Pays de la Force            | Colette Veyssière          |       | PS    | Pascal Delteil           |       | SE    |
| Pays de la Force            | Armand Zaccaron            |       | PCF   | Raphaëlle Lafaye         |       | SE    |
| Pays de Montaigne et Gurson | Thierry Boidé              |       | DVD   | Christel Defoulny        |       | DVD   |
| Pays de Montaigne et Gurson | Christel Defoulny          |       | DVD   | Éric Frétillère          |       | DVD   |
| Périgord central            | Thierry Nardou             |       | PS    | Claudine Faure           |       | DVC   |
| Périgord central            | Marie-Rose Veyssière       |       | PS    | Alain Ollivier           |       | DVC   |
| Périgord vert nontronnais   | Pascal Bourdeau            |       | PS    | Pascal Bourdeau          |       | PS    |
| Périgord vert nontronnais   | Juliette Nevers            |       | PS    | Juliette Nevers          |       | PS    |
| Périgueux-1                 | Natacha Mayaud             |       | LR    | Florence Borgella        |       | LR    |
| Périgueux-1                 | Laurent Mossion            |       | LR    | Laurent Mossion          |       | LR    |
| Périgueux-2                 | Thierry Cipierre           |       | UDI   | Paul Maso                |       | PS    |
| Périgueux-2                 | Joëlle Huth                |       | UDI   | Mireille Volpato         |       | PS    |
| Ribérac                     | Didier Bazinet             |       | PS    | Didier Bazinet           |       | PS    |
| Ribérac                     | Nicole Gervaise            |       | PS    | Catherine Bezac-Gonthier |       | PS    |
| Saint-Astier                | Élisabeth Marty            |       | DVD   | Véronique Chabreyrou     |       | DVG   |
| Saint-Astier                | Pascal Protano             |       | DVD   | Jacques Ranoux           |       | DVG   |
| Sarlat-la-Canéda            | Jean-Fred Droin            |       | PS    | Fabienne Lagoubie        |       | DVG   |
| Sarlat-la-Canéda            | Maryline Flaquière         |       | PS    | Benoît Secrestat         |       | PS    |
| Sud-Bergeracois             | Sylvie Chevallier          |       | PS    | Jérôme Bétaille          |       | PS    |
| Sud-Bergeracois             | Henri Delage               |       | PS    | Sylvie Chevallier        |       | PS    |
| Terrasson-Lavilledieu       | Régine Anglard             |       | PS    | Régine Anglard           |       | PS    |
| Terrasson-Lavilledieu       | Michel Lajugie             |       | PCF   | Michel Lajugie           |       | PCF   |
| Thiviers                    | Michel Karp                |       | PS    | Stéphane Fayol           |       | DVD   |
| Thiviers                    | Colette Langlade           |       | PS    | Isabelle Hyvoz           |       | DVD   |
| Trélissac                   | Christelle Boucaud         |       | PS    | Christelle Boucaud       |       | PS    |
| Trélissac                   | Stéphane Dobbels           |       | PS    | Stéphane Dobbels         |       | PS    |
| Vallée Dordogne             | Brigitte Pistolozzi        |       | PS    | Patricia Lafon-Gauthier  |       | PS    |
| Vallée Dordogne             | Germinal Peiro             |       | PS    | Germinal Peiro           |       | PS    |
| Vallée de l'Isle            | Carline Cappelle           |       | PS    | Carline Cappelle         |       | PS    |
| Vallée de l'Isle            | Jean-Michel Magne          |       | PS    | Jean-Michel Magne        |       | PS    |
| Vallée de l'Homme           | Nathalie Manet-Carbonnière |       | G.s   | Florence Gauthier        |       | PS    |
| Vallée de l'Homme           | Christian Teillac          |       | PS    | Christian Teillac        |       | PS    |

## Analyses

### Analyse du premier tour
Au premier tour, comme pour tous les départements français, ces élections font l'objet d'une abstention massive en Dordogne, toujours supérieure à 50 % (minimum 52,37 % sur Haut-Périgord Noir et sur Ribérac) et dépassant même les 70 % (71,24 % sur Bergerac-1). Trois binômes socialistes sont élus dès le 20 juin sur les cantons de Lalinde, Ribérac et de la Vallée Dordogne.
Trois autres binômes obtiennent plus de 50 % des voix mais celles-ci correspondent à moins de 25 % des inscrits ; un deuxième tour est donc nécessaire sur Haut-Périgord Noir, Isle-Loue-Auvézère et Trélissac.

### Analyse du second tour
Comme au premier tour, l'abstention est encore massive mais d'un niveau légèrement moindre, chaque canton ayant un meilleur taux de votants au second tour, avec un maximum de 3,6 % en plus (pour le canton de Thiviers), à l'exception du canton d'Isle-Manoire où le binôme communiste se présentait seul, compte tenu du désistement du binôme socialiste arrivé deuxième au premier tour. De ce fait, sur ce canton, l'abstention a été 4,65 % plus importante et les taux de bulletins blancs et nuls ont été particulièrement élevés (respectivement 24,42 % et 8,53 %). Le binôme élu le plus aisément est celui, socialiste, du canton de Trélissac avec 69,94 % des voix, alors que sur Périgueux-1, le binôme LR l'emporte avec seulement 19 voix d'avance sur le binôme socialiste.
L'assemblée départementale élue compte une majorité de 34 élus de gauche face à une opposition de 16 élus de droite et du centre (en progression de quatre sièges par rapport à 2015).

## Résultats par canton
Les binômes sont présentés par ordre décroissant des résultats au premier tour. En cas de victoire au second tour du binôme arrivé en deuxième place au premier, ses résultats sont indiqués en gras.

### Canton de Bergerac-1
| Candidats                | Candidats                | Partis                   | Nuance                   | Premier tour | Premier tour | Second tour | Second tour |
| Candidats                | Candidats                | Partis                   | Nuance                   | Voix         | %            | Voix        | %           |
| ------------------------ | ------------------------ | ------------------------ | ------------------------ | ------------ | ------------ | ----------- | ----------- |
|                          | Josie Bayle              | DVD                      | DVD                      | 1 434        | 40,20        | 2 076       | 56,11       |
|                          | Christophe Rousseau      | DVD                      | DVD                      | 1 434        | 40,20        | 2 076       | 56,11       |
|                          | Thierry Larelle          | PS                       | SOC                      | 824          | 23,10        | 1 624       | 43,89       |
|                          | Hélène Lehmann           | DVG                      | SOC                      | 824          | 23,10        | 1 624       | 43,89       |
|                          | Philippe Mallard         | DVG                      | UGE                      | 677          | 18,98        |             |             |
|                          | Julie Tejerizo           | PCF                      | UGE                      | 677          | 18,98        |             |             |
|                          | Adib Benfeddoul          | DVD                      | DVD                      | 447          | 12,53        |             |             |
|                          | Muriel Gervaux-Boissière | DVD                      | DVD                      | 447          | 12,53        |             |             |
|                          | Concettina Moschetti     | LFI                      | EXG                      | 185          | 5,19         |             |             |
|                          | Guilhem Saltel           | LFI                      | EXG                      | 185          | 5,19         |             |             |
|                          |                          |                          |                          |              |              |             |             |
| Suffrages exprimés       | Suffrages exprimés       | Suffrages exprimés       | Suffrages exprimés       | 3 567        | 91,74        | 3 700       | 91,09       |
| Votes blancs             | Votes blancs             | Votes blancs             | Votes blancs             | 204          | 5,25         | 198         | 4,87        |
| Votes nuls               | Votes nuls               | Votes nuls               | Votes nuls               | 117          | 3,01         | 164         | 4,04        |
| Total                    | Total                    | Total                    | Total                    | 3 888        | 100          | 4 062       | 100         |
| Abstention               | Abstention               | Abstention               | Abstention               | 9 631        | 71,24        | 9 457       | 69,95       |
| Inscrits / participation | Inscrits / participation | Inscrits / participation | Inscrits / participation | 13 519       | 28,76        | 13 519      | 30,05       |

### Canton de Bergerac-2
| Candidats                | Candidats                | Partis                   | Nuance                   | Premier tour | Premier tour | Second tour | Second tour |
| Candidats                | Candidats                | Partis                   | Nuance                   | Voix         | %            | Voix        | %           |
| ------------------------ | ------------------------ | ------------------------ | ------------------------ | ------------ | ------------ | ----------- | ----------- |
|                          | Frédéric Delmarès        | PS                       | SOC                      | 1 625        | 36,21        | 2 654       | 61,35       |
|                          | Cécile Labarthe          | PS                       | SOC                      | 1 625        | 36,21        | 2 654       | 61,35       |
|                          | Christophe David-Bordier | DVD                      | DIV                      | 783          | 17,45        | 1 672       | 38,65       |
|                          | Sophie Tomas             | DVD                      | DIV                      | 783          | 17,45        | 1 672       | 38,65       |
|                          | Nadine Patraux           | RN                       | RN                       | 735          | 16,38        |             |             |
|                          | Alain Rodriguez          | RN                       | RN                       | 735          | 16,38        |             |             |
|                          | Pierre Caravannier       | EÉLV                     | UGE                      | 724          | 16,13        |             |             |
|                          | Catherine Taveau         | DVG                      | UGE                      | 724          | 16,13        |             |             |
|                          | Régine Gardette          | DVG                      | DVG                      | 621          | 13,84        |             |             |
|                          | Dominique Rousseau       | DVC                      | DVG                      | 621          | 13,84        |             |             |
|                          |                          |                          |                          |              |              |             |             |
| Suffrages exprimés       | Suffrages exprimés       | Suffrages exprimés       | Suffrages exprimés       | 4 488        | 94,09        | 4 326       | 88,43       |
| Votes blancs             | Votes blancs             | Votes blancs             | Votes blancs             | 156          | 3,27         | 335         | 6,85        |
| Votes nuls               | Votes nuls               | Votes nuls               | Votes nuls               | 126          | 2,64         | 231         | 4,72        |
| Total                    | Total                    | Total                    | Total                    | 4 770        | 100          | 4 892       | 100         |
| Abstention               | Abstention               | Abstention               | Abstention               | 9 516        | 66,61        | 9 393       | 65,75       |
| Inscrits / participation | Inscrits / participation | Inscrits / participation | Inscrits / participation | 14 286       | 33,39        | 14 285      | 34,25       |

### Canton de Brantôme en Périgord
| Candidats                | Candidats                  | Partis                   | Nuance                   | Premier tour | Premier tour | Second tour | Second tour |
| Candidats                | Candidats                  | Partis                   | Nuance                   | Voix         | %            | Voix        | %           |
| ------------------------ | -------------------------- | ------------------------ | ------------------------ | ------------ | ------------ | ----------- | ----------- |
|                          | Josiane Boyer              | DVD                      | DIV                      | 1 551        | 29,48        | 2 542       | 49,20       |
|                          | Pascal Mazouaud            | DVD                      | DIV                      | 1 551        | 29,48        | 2 542       | 49,20       |
|                          | Mélanie Célérier           | DVG                      | DVG                      | 1 451        | 27,58        | 2 625       | 50,80       |
|                          | Olivier Chabreyrou         | PS                       | DVG                      | 1 451        | 27,58        | 2 625       | 50,80       |
|                          | Yves Mahaud                | DVG                      | DVG                      | 1 287        | 24,46        |             |             |
|                          | Marie-Pascale Robert-Rolin | PS                       | DVG                      | 1 287        | 24,46        |             |             |
|                          | Thierry Bouchard           | RN                       | RN                       | 972          | 18,48        |             |             |
|                          | Florence Joubert           | RN                       | RN                       | 972          | 18,48        |             |             |
|                          |                            |                          |                          |              |              |             |             |
| Suffrages exprimés       | Suffrages exprimés         | Suffrages exprimés       | Suffrages exprimés       | 5 261        | 93.66        | 5 167       | 89,29       |
| Votes blancs             | Votes blancs               | Votes blancs             | Votes blancs             | 195          | 3,47         | 297         | 5,13        |
| Votes nuls               | Votes nuls                 | Votes nuls               | Votes nuls               | 161          | 2,87         | 323         | 5,58        |
| Total                    | Total                      | Total                    | Total                    | 5 617        | 100          | 5 787       | 100         |
| Abstention               | Abstention                 | Abstention               | Abstention               | 7 032        | 55,59        | 6 860       | 54,24       |
| Inscrits / participation | Inscrits / participation   | Inscrits / participation | Inscrits / participation | 12 649       | 44,41        | 12 647      | 45,76       |

### Canton de Coulounieix-Chamiers
| Candidats                | Candidats                | Partis                   | Nuance                   | Premier tour | Premier tour | Second tour | Second tour |
| Candidats                | Candidats                | Partis                   | Nuance                   | Voix         | %            | Voix        | %           |
| ------------------------ | ------------------------ | ------------------------ | ------------------------ | ------------ | ------------ | ----------- | ----------- |
|                          | Thierry Cipierre         | UDI                      | UD                       | 1 699        | 35,90        | 2 559       | 54,04       |
|                          | Marie-Laure Faure        | DVD                      | UD                       | 1 699        | 35,90        | 2 559       | 54,04       |
|                          | Nathalie Audy            | PS                       | SOC                      | 1 182        | 24,97        | 2 176       | 45,96       |
|                          | Sacha Molesini           | PS                       | SOC                      | 1 182        | 24,97        | 2 176       | 45,96       |
|                          | Patrick Capot            | PCF                      | COM                      | 943          | 19,92        |             |             |
|                          | Violette Folgado         | PCF                      | COM                      | 943          | 19,92        |             |             |
|                          | Williams Ambroise        | RN                       | RN                       | 909          | 19,21        |             |             |
|                          | Marta Delongeas          | RN                       | RN                       | 909          | 19,21        |             |             |
|                          |                          |                          |                          |              |              |             |             |
| Suffrages exprimés       | Suffrages exprimés       | Suffrages exprimés       | Suffrages exprimés       | 4 733        | 93,96        | 4 735       | 89,75       |
| Votes blancs             | Votes blancs             | Votes blancs             | Votes blancs             | 142          | 2,82         | 261         | 4,95        |
| Votes nuls               | Votes nuls               | Votes nuls               | Votes nuls               | 162          | 3,22         | 280         | 5,31        |
| Total                    | Total                    | Total                    | Total                    | 5 037        | 100          | 5 276       | 100         |
| Abstention               | Abstention               | Abstention               | Abstention               | 8 755        | 63,48        | 8 519       | 61,75       |
| Inscrits / participation | Inscrits / participation | Inscrits / participation | Inscrits / participation | 13 792       | 36,52        | 13 795      | 38,25       |

### Canton du Haut-Périgord Noir
| Candidats                | Candidats                | Partis                   | Nuance                   | Premier tour | Premier tour | Second tour | Second tour |
| Candidats                | Candidats                | Partis                   | Nuance                   | Voix         | %            | Voix        | %           |
| ------------------------ | ------------------------ | ------------------------ | ------------------------ | ------------ | ------------ | ----------- | ----------- |
|                          | Francine Bourra          | LR                       | LR                       | 2 599        | 51,85        | 3 127       | 60,84       |
|                          | Dominique Bousquet       | LR                       | LR                       | 2 599        | 51,85        | 3 127       | 60,84       |
|                          | Philippe Chabrol         | PCF                      | UG                       | 1 659        | 33,09        | 2 013       | 39,16       |
|                          | Sandrine Géraud          | PS                       | UG                       | 1 659        | 33,09        | 2 013       | 39,16       |
|                          | Laurette Fauchon         | RN                       | RN                       | 755          | 15,06        |             |             |
|                          | Jean-Camille Populus     | RN                       | RN                       | 755          | 15,06        |             |             |
|                          |                          |                          |                          |              |              |             |             |
| Suffrages exprimés       | Suffrages exprimés       | Suffrages exprimés       | Suffrages exprimés       | 5 013        | 94,00        | 5 140       | 92,85       |
| Votes blancs             | Votes blancs             | Votes blancs             | Votes blancs             | 159          | 2,98         | 194         | 3,50        |
| Votes nuls               | Votes nuls               | Votes nuls               | Votes nuls               | 161          | 3,02         | 202         | 3,65        |
| Total                    | Total                    | Total                    | Total                    | 5 333        | 100          | 5 536       | 100         |
| Abstention               | Abstention               | Abstention               | Abstention               | 5 863        | 52,37        | 5 662       | 50,56       |
| Inscrits / participation | Inscrits / participation | Inscrits / participation | Inscrits / participation | 11 196       | 47,63        | 11 198      | 49,44       |

### Canton d'Isle-Loue-Auvézère
| Candidats                | Candidats                | Partis                   | Nuance                   | Premier tour | Premier tour | Second tour | Second tour |
| Candidats                | Candidats                | Partis                   | Nuance                   | Voix         | %            | Voix        | %           |
| ------------------------ | ------------------------ | ------------------------ | ------------------------ | ------------ | ------------ | ----------- | ----------- |
|                          | Corinne Ducrocq          | PS                       | SOC                      | 2 723        | 56,19        | 2 881       | 59,49       |
|                          | Bruno Lamonerie          | PS                       | SOC                      | 2 723        | 56,19        | 2 881       | 59,49       |
|                          | Thomas Semeny            | SE                       | DIV                      | 1 298        | 26,78        | 1 962       | 40,51       |
|                          | Myriam Thomasson         | SE                       | DIV                      | 1 298        | 26,78        | 1 962       | 40,51       |
|                          | Pascale Daurat           | RN                       | RN                       | 825          | 17,02        |             |             |
|                          | Philippe Mathieu         | RN                       | RN                       | 825          | 17,02        |             |             |
|                          |                          |                          |                          |              |              |             |             |
| Suffrages exprimés       | Suffrages exprimés       | Suffrages exprimés       | Suffrages exprimés       | 4 846        | 91,71        | 4 843       | 90,73       |
| Votes blancs             | Votes blancs             | Votes blancs             | Votes blancs             | 218          | 4,13         | 244         | 4,57        |
| Votes nuls               | Votes nuls               | Votes nuls               | Votes nuls               | 220          | 4,16         | 251         | 4,70        |
| Total                    | Total                    | Total                    | Total                    | 5 284        | 100          | 5 338       | 100         |
| Abstention               | Abstention               | Abstention               | Abstention               | 5 824        | 52,43        | 5 768       | 51,94       |
| Inscrits / participation | Inscrits / participation | Inscrits / participation | Inscrits / participation | 11 108       | 47,57        | 11 106      | 48,06       |

### Canton d'Isle-Manoire
| Candidats                | Candidats                | Partis                   | Nuance                   | Premier tour | Premier tour | Second tour | Second tour |
| Candidats                | Candidats                | Partis                   | Nuance                   | Voix         | %            | Voix        | %           |
| ------------------------ | ------------------------ | ------------------------ | ------------------------ | ------------ | ------------ | ----------- | ----------- |
|                          | Jacques Auzou            | PCF                      | COM                      | 2 532        | 43,08        | 3 649       | 100,00      |
|                          | Marie-Claude Varaillas   | PCF                      | COM                      | 2 532        | 43,08        | 3 649       | 100,00      |
|                          | Émilie Labrot            | PS                       | SOC                      | 1 815        | 30,88        | Retrait     | Retrait     |
|                          | Jérémy Pierre-Nadal      | PS                       | SOC                      | 1 815        | 30,88        | Retrait     | Retrait     |
|                          | Yves Dupont              | RN                       | RN                       | 973          | 16,55        |             |             |
|                          | Julie Jennet             | RN                       | RN                       | 973          | 16,55        |             |             |
|                          | Bernard Cassignol        | LREM                     | REM                      | 558          | 9,49         |             |             |
|                          | Valérie Martial          | LREM                     | REM                      | 558          | 9,49         |             |             |
|                          |                          |                          |                          |              |              |             |             |
| Suffrages exprimés       | Suffrages exprimés       | Suffrages exprimés       | Suffrages exprimés       | 5 878        | 95,34        | 3 649       | 67,05       |
| Votes blancs             | Votes blancs             | Votes blancs             | Votes blancs             | 173          | 2,81         | 1 329       | 24,42       |
| Votes nuls               | Votes nuls               | Votes nuls               | Votes nuls               | 114          | 1,85         | 464         | 8,53        |
| Total                    | Total                    | Total                    | Total                    | 6 165        | 100          | 5 442       | 100         |
| Abstention               | Abstention               | Abstention               | Abstention               | 9 388        | 60,36        | 10 112      | 65,01       |
| Inscrits / participation | Inscrits / participation | Inscrits / participation | Inscrits / participation | 15 553       | 39,64        | 15 554      | 34,99       |

### Canton de Lalinde
| Candidats                | Candidats                | Partis                   | Nuance                   | Premier tour | Premier tour |
| Candidats                | Candidats                | Partis                   | Nuance                   | Voix         | %            |
| ------------------------ | ------------------------ | ------------------------ | ------------------------ | ------------ | ------------ |
|                          | Marie-Lise Marsat        | PS                       | SOC                      | 4 020        | 77,41        |
|                          | Serge Mérillou           | PS                       | SOC                      | 4 020        | 77,41        |
|                          | Monia Clément            | EÉLV                     | ECO                      | 1 173        | 22,59        |
|                          | Martin Slaghuis          | EÉLV                     | ECO                      | 1 173        | 22,59        |
|                          |                          |                          |                          |              |              |
| Suffrages exprimés       | Suffrages exprimés       | Suffrages exprimés       | Suffrages exprimés       | 5 193        | 86,85        |
| Votes blancs             | Votes blancs             | Votes blancs             | Votes blancs             | 407          | 6,81         |
| Votes nuls               | Votes nuls               | Votes nuls               | Votes nuls               | 379          | 6,34         |
| Total                    | Total                    | Total                    | Total                    | 5 979        | 100          |
| Abstention               | Abstention               | Abstention               | Abstention               | 8 153        | 57,69        |
| Inscrits / participation | Inscrits / participation | Inscrits / participation | Inscrits / participation | 14 132       | 42,31        |

### Canton de Montpon-Ménestérol
| Candidats                | Candidats                | Partis                   | Nuance                   | Premier tour | Premier tour | Second tour | Second tour |
| Candidats                | Candidats                | Partis                   | Nuance                   | Voix         | %            | Voix        | %           |
| ------------------------ | ------------------------ | ------------------------ | ------------------------ | ------------ | ------------ | ----------- | ----------- |
|                          | Rozenn Rouiller          | DVG                      | DVG                      | 2 116        | 42,16        | 2 701       | 53,57       |
|                          | Jean-Michel Sautreau     | DVG                      | DVG                      | 2 116        | 42,16        | 2 701       | 53,57       |
|                          | Nathalie Dollé           | DVC                      | DIV                      | 1 473        | 29,35        | 2 341       | 46,43       |
|                          | Franck Salat             | DVC                      | DIV                      | 1 473        | 29,35        | 2 341       | 46,43       |
|                          | Michèle Bouvry           | RN                       | RN                       | 785          | 15,64        |             |             |
|                          | Frédéric Gojard          | RN                       | RN                       | 785          | 15,64        |             |             |
|                          | Christiane Bernicard     | PCF                      | COM                      | 408          | 8,13         |             |             |
|                          | Xavier Biget             | PCF                      | COM                      | 408          | 8,13         |             |             |
|                          | Jeanine Dumas-Chouzenoux | DVG                      | DVG                      | 237          | 4,72         |             |             |
|                          | Daniel Martin            | DVG                      | DVG                      | 237          | 4,72         |             |             |
|                          |                          |                          |                          |              |              |             |             |
| Suffrages exprimés       | Suffrages exprimés       | Suffrages exprimés       | Suffrages exprimés       | 5 019        | 93,24        | 5 042       | 90,04       |
| Votes blancs             | Votes blancs             | Votes blancs             | Votes blancs             | 220          | 4,09         | 321         | 5,73        |
| Votes nuls               | Votes nuls               | Votes nuls               | Votes nuls               | 144          | 2,68         | 237         | 4,23        |
| Total                    | Total                    | Total                    | Total                    | 5 383        | 100          | 5 600       | 100         |
| Abstention               | Abstention               | Abstention               | Abstention               | 8 590        | 61,48        | 8 374       | 59,93       |
| Inscrits / participation | Inscrits / participation | Inscrits / participation | Inscrits / participation | 13 973       | 38,52        | 13 974      | 40,07       |

### Canton du Pays de la Force
| Candidats                | Candidats                | Partis                   | Nuance                   | Premier tour | Premier tour | Second tour | Second tour |
| Candidats                | Candidats                | Partis                   | Nuance                   | Voix         | %            | Voix        | %           |
| ------------------------ | ------------------------ | ------------------------ | ------------------------ | ------------ | ------------ | ----------- | ----------- |
|                          | Pascal Delteil           | DVC                      | DIV                      | 1 496        | 32,08        | 2 380       | 50,90       |
|                          | Raphaëlle Lafaye         | DVC                      | DIV                      | 1 496        | 32,08        | 2 380       | 50,90       |
|                          | Thierry Auroy-Peytou     | PS                       | SOC                      | 1 447        | 31,02        | 2 296       | 49,10       |
|                          | Nathalie Trapy           | PS                       | SOC                      | 1 447        | 31,02        | 2 296       | 49,10       |
|                          | Flavien Morin            | RN                       | RN                       | 1 039        | 22,28        |             |             |
|                          | Laurence Raynal          | RN                       | RN                       | 1 039        | 22,28        |             |             |
|                          | Véronique Dussol         | DVG                      | UGE                      | 439          | 9,41         |             |             |
|                          | Michel Houdusse          | DVG                      | UGE                      | 439          | 9,41         |             |             |
|                          | Jean-Louis Candau        | LFI                      | EXG                      | 243          | 5,21         |             |             |
|                          | Elsa Pommier             | LFI                      | EXG                      | 243          | 5,21         |             |             |
|                          |                          |                          |                          |              |              |             |             |
| Suffrages exprimés       | Suffrages exprimés       | Suffrages exprimés       | Suffrages exprimés       | 4 664        | 95,42        | 4 676       | 91,65       |
| Votes blancs             | Votes blancs             | Votes blancs             | Votes blancs             | 134          | 2,74         | 272         | 5,33        |
| Votes nuls               | Votes nuls               | Votes nuls               | Votes nuls               | 90           | 1,84         | 154         | 3,02        |
| Total                    | Total                    | Total                    | Total                    | 4 888        | 100          | 5 102       | 100         |
| Abstention               | Abstention               | Abstention               | Abstention               | 8 237        | 62,76        | 8 025       | 61,13       |
| Inscrits / participation | Inscrits / participation | Inscrits / participation | Inscrits / participation | 13 125       | 37,24        | 13 127      | 38,87       |

### Canton du Pays de Montaigne et Gurson
| Candidats                | Candidats                | Partis                   | Nuance                   | Premier tour | Premier tour | Second tour | Second tour |
| Candidats                | Candidats                | Partis                   | Nuance                   | Voix         | %            | Voix        | %           |
| ------------------------ | ------------------------ | ------------------------ | ------------------------ | ------------ | ------------ | ----------- | ----------- |
|                          | Christel Defoulny        | DVD                      | DVD                      | 1 587        | 39,03        | 2 353       | 59,92       |
|                          | Éric Frétillère          | DVD                      | DVD                      | 1 587        | 39,03        | 2 353       | 59,92       |
|                          | Serge Fourcaud           | DVG                      | DVG                      | 948          | 23,32        | 1 574       | 40,08       |
|                          | Célia Landreau           | PS                       | DVG                      | 948          | 23,32        | 1 574       | 40,08       |
|                          | Annick Groborz           | RN                       | RN                       | 888          | 21,84        |             |             |
|                          | Claude Puyo              | RN                       | RN                       | 888          | 21,84        |             |             |
|                          | Muriel Bertrandie        | PCF                      | COM                      | 385          | 9,47         |             |             |
|                          | Pierre Guillonneau       | PCF                      | COM                      | 385          | 9,47         |             |             |
|                          | Brigitte Paganelli       | SE                       | DIV                      | 258          | 6,35         |             |             |
|                          | Éric Reynaud             | SE                       | DIV                      | 258          | 6,35         |             |             |
|                          |                          |                          |                          |              |              |             |             |
| Suffrages exprimés       | Suffrages exprimés       | Suffrages exprimés       | Suffrages exprimés       | 4 066        | 95,45        | 3 927       | 92,01       |
| Votes blancs             | Votes blancs             | Votes blancs             | Votes blancs             | 103          | 2,42         | 204         | 4,78        |
| Votes nuls               | Votes nuls               | Votes nuls               | Votes nuls               | 91           | 2,14         | 137         | 3,21        |
| Total                    | Total                    | Total                    | Total                    | 4 260        | 100          | 4 268       | 100         |
| Abstention               | Abstention               | Abstention               | Abstention               | 6 761        | 61,35        | 6 751       | 61,27       |
| Inscrits / participation | Inscrits / participation | Inscrits / participation | Inscrits / participation | 11 021       | 38,65        | 11 019      | 38,73       |

### Canton du Périgord central
| Candidats                | Candidats                   | Partis                   | Nuance                   | Premier tour | Premier tour | Second tour | Second tour |
| Candidats                | Candidats                   | Partis                   | Nuance                   | Voix         | %            | Voix        | %           |
| ------------------------ | --------------------------- | ------------------------ | ------------------------ | ------------ | ------------ | ----------- | ----------- |
|                          | Claudine Faure              | DVC                      | DIV                      | 1 823        | 38,92        | 2 614       | 52,83       |
|                          | Alain Ollivier              | DVC                      | DIV                      | 1 823        | 38,92        | 2 614       | 52,83       |
|                          | Bénédicte Boisvert-Fournaud | PS                       | SOC                      | 1 674        | 35,74        | 2 334       | 47,17       |
|                          | Thierry Nardou              | PS                       | SOC                      | 1 674        | 35,74        | 2 334       | 47,17       |
|                          | Pierre Jaubertie            | DVG                      | UGE                      | 1 187        | 25,34        |             |             |
|                          | Fabienne Lafon              | DVG                      | UGE                      | 1 187        | 25,34        |             |             |
|                          |                             |                          |                          |              |              |             |             |
| Suffrages exprimés       | Suffrages exprimés          | Suffrages exprimés       | Suffrages exprimés       | 4 684        | 91,09        | 4 948       | 92,24       |
| Votes blancs             | Votes blancs                | Votes blancs             | Votes blancs             | 255          | 4,96         | 198         | 3,69        |
| Votes nuls               | Votes nuls                  | Votes nuls               | Votes nuls               | 203          | 3,95         | 218         | 4,06        |
| Total                    | Total                       | Total                    | Total                    | 5 142        | 100          | 5 364       | 100         |
| Abstention               | Abstention                  | Abstention               | Abstention               | 5 902        | 53,44        | 5 679       | 51,43       |
| Inscrits / participation | Inscrits / participation    | Inscrits / participation | Inscrits / participation | 11 044       | 46,56        | 11 043      | 48,57       |

### Canton du Périgord vert nontronnais
| Candidats                | Candidats                | Partis                   | Nuance                   | Premier tour | Premier tour | Second tour | Second tour |
| Candidats                | Candidats                | Partis                   | Nuance                   | Voix         | %            | Voix        | %           |
| ------------------------ | ------------------------ | ------------------------ | ------------------------ | ------------ | ------------ | ----------- | ----------- |
|                          | Pascal Bourdeau          | PS                       | SOC                      | 1 911        | 37,54        | 2 635       | 50,62       |
|                          | Juliette Nevers          | PS                       | SOC                      | 1 911        | 37,54        | 2 635       | 50,62       |
|                          | Béatrice Cibot           | SE                       | DIV                      | 1 581        | 31,05        | 2 570       | 49,38       |
|                          | Thierry Pasquet          | SE                       | DIV                      | 1 581        | 31,05        | 2 570       | 49,38       |
|                          | Maryline Allafort        | DVG                      | DVG                      | 887          | 17,42        |             |             |
|                          | Éric Forgeneuf           | DVG                      | DVG                      | 887          | 17,42        |             |             |
|                          | Mohamed Akcha            | RN                       | RN                       | 712          | 13,99        |             |             |
|                          | Michelle Druon           | RN                       | RN                       | 712          | 13,99        |             |             |
|                          |                          |                          |                          |              |              |             |             |
| Suffrages exprimés       | Suffrages exprimés       | Suffrages exprimés       | Suffrages exprimés       | 5 091        | 92,95        | 5 205       | 90,44       |
| Votes blancs             | Votes blancs             | Votes blancs             | Votes blancs             | 152          | 2,78         | 244         | 4,24        |
| Votes nuls               | Votes nuls               | Votes nuls               | Votes nuls               | 234          | 4,27         | 306         | 5,32        |
| Total                    | Total                    | Total                    | Total                    | 5 477        | 100          | 5 755       | 100         |
| Abstention               | Abstention               | Abstention               | Abstention               | 6 133        | 52,83        | 5 849       | 50,41       |
| Inscrits / participation | Inscrits / participation | Inscrits / participation | Inscrits / participation | 11 610       | 47,17        | 11 604      | 49,59       |

### Canton de Périgueux-1
| Candidats                | Candidats                | Partis                   | Nuance                   | Premier tour | Premier tour | Second tour | Second tour |
| Candidats                | Candidats                | Partis                   | Nuance                   | Voix         | %            | Voix        | %           |
| ------------------------ | ------------------------ | ------------------------ | ------------------------ | ------------ | ------------ | ----------- | ----------- |
|                          | Florence Borgella        | LR                       | LR                       | 1 393        | 44,29        | 1 647       | 50,29       |
|                          | Laurent Mossion          | LR                       | LR                       | 1 393        | 44,29        | 1 647       | 50,29       |
|                          | Émeric Lavitola          | PS                       | SOC                      | 1 118        | 35,55        | 1 628       | 49,71       |
|                          | Anne Marchand            | PS                       | SOC                      | 1 118        | 35,55        | 1 628       | 49,71       |
|                          | Francis Cortez           | EÉLV                     | UGE                      | 634          | 20,16        |             |             |
|                          | Isabelle Vitté           | PCF                      | UGE                      | 634          | 20,16        |             |             |
|                          |                          |                          |                          |              |              |             |             |
| Suffrages exprimés       | Suffrages exprimés       | Suffrages exprimés       | Suffrages exprimés       | 3 145        | 93,21        | 3 275       | 92,25       |
| Votes blancs             | Votes blancs             | Votes blancs             | Votes blancs             | 138          | 4,09         | 161         | 4,54        |
| Votes nuls               | Votes nuls               | Votes nuls               | Votes nuls               | 91           | 2,70         | 114         | 3,21        |
| Total                    | Total                    | Total                    | Total                    | 3 374        | 100          | 3 550       | 100         |
| Abstention               | Abstention               | Abstention               | Abstention               | 6 035        | 64,14        | 5 856       | 62,26       |
| Inscrits / participation | Inscrits / participation | Inscrits / participation | Inscrits / participation | 9 409        | 35,86        | 9 406       | 37,74       |

### Canton de Périgueux-2
| Candidats                | Candidats                  | Partis                   | Nuance                   | Premier tour | Premier tour | Second tour | Second tour |
| Candidats                | Candidats                  | Partis                   | Nuance                   | Voix         | %            | Voix        | %           |
| ------------------------ | -------------------------- | ------------------------ | ------------------------ | ------------ | ------------ | ----------- | ----------- |
|                          | Paul Maso                  | PS                       | SOC                      | 763          | 29,76        | 1 402       | 53,96       |
|                          | Mireille Volpato           | PS                       | SOC                      | 763          | 29,76        | 1 402       | 53,96       |
|                          | Samuel Duval               | LR                       | UCD                      | 750          | 29,25        | 1 196       | 46,04       |
|                          | Natacha Mayaud             | LR                       | UCD                      | 750          | 29,25        | 1 196       | 46,04       |
|                          | Christine Anceau           | DVC                      | REM                      | 421          | 16,42        |             |             |
|                          | Philippe Chassaing         | LREM                     | REM                      | 421          | 16,42        |             |             |
|                          | Julien Gares               | PCF                      | EXG                      | 405          | 15,80        |             |             |
|                          | Juliette Lasserre-Mistaudy | LFI                      | EXG                      | 405          | 15,80        |             |             |
|                          | Guylaine Fruchon           | PRG                      | RDG                      | 225          | 8,78         |             |             |
|                          | Thomas Sarlat              | PRG                      | RDG                      | 225          | 8,78         |             |             |
|                          |                            |                          |                          |              |              |             |             |
| Suffrages exprimés       | Suffrages exprimés         | Suffrages exprimés       | Suffrages exprimés       | 2 564        | 92,00        | 2 598       | 90,05       |
| Votes blancs             | Votes blancs               | Votes blancs             | Votes blancs             | 139          | 4,99         | 164         | 5,68        |
| Votes nuls               | Votes nuls                 | Votes nuls               | Votes nuls               | 84           | 3,01         | 123         | 4,26        |
| Total                    | Total                      | Total                    | Total                    | 2 787        | 100          | 2 885       | 100         |
| Abstention               | Abstention                 | Abstention               | Abstention               | 5 484        | 66,30        | 5 384       | 65,11       |
| Inscrits / participation | Inscrits / participation   | Inscrits / participation | Inscrits / participation | 8 271        | 33,70        | 8 269       | 34,89       |

### Canton de Ribérac
| Candidats                | Candidats                | Partis                   | Nuance                   | Premier tour | Premier tour |
| Candidats                | Candidats                | Partis                   | Nuance                   | Voix         | %            |
| ------------------------ | ------------------------ | ------------------------ | ------------------------ | ------------ | ------------ |
|                          | Didier Bazinet           | PS                       | SOC                      | 2 758        | 57,76        |
|                          | Catherine Bezac-Gonthier | PS                       | SOC                      | 2 758        | 57,76        |
|                          | Philippe Chotard         | DVC                      | DVC                      | 1 147        | 24,02        |
|                          | Muriel Morlion           | DVC                      | DVC                      | 1 147        | 24,02        |
|                          | Nadia Heurtevent         | RN                       | RN                       | 870          | 18,22        |
|                          | Hervé Lagorce            | RN                       | RN                       | 870          | 18,22        |
|                          |                          |                          |                          |              |              |
| Suffrages exprimés       | Suffrages exprimés       | Suffrages exprimés       | Suffrages exprimés       | 4 775        | 93,28        |
| Votes blancs             | Votes blancs             | Votes blancs             | Votes blancs             | 175          | 3,42         |
| Votes nuls               | Votes nuls               | Votes nuls               | Votes nuls               | 169          | 3,30         |
| Total                    | Total                    | Total                    | Total                    | 5 119        | 100          |
| Abstention               | Abstention               | Abstention               | Abstention               | 5 628        | 52,37        |
| Inscrits / participation | Inscrits / participation | Inscrits / participation | Inscrits / participation | 10 747       | 47,63        |

### Canton de Saint-Astier
| Candidats                | Candidats                | Partis                   | Nuance                   | Premier tour | Premier tour | Second tour | Second tour |
| Candidats                | Candidats                | Partis                   | Nuance                   | Voix         | %            | Voix        | %           |
| ------------------------ | ------------------------ | ------------------------ | ------------------------ | ------------ | ------------ | ----------- | ----------- |
|                          | Véronique Chabreyrou     | DVG                      | DVG                      | 1 890        | 37,80        | 3 388       | 67,60       |
|                          | Jacques Ranoux           | DVG                      | DVG                      | 1 890        | 37,80        | 3 388       | 67,60       |
|                          | Pascale Léger            | RN                       | RN                       | 1 190        | 23,80        | 1 624       | 32,40       |
|                          | Serge Muller             | RN                       | RN                       | 1 190        | 23,80        | 1 624       | 32,40       |
|                          | Franck Moissat           | DVD                      | UCD                      | 1 067        | 21,34        |             |             |
|                          | Virginie Puydebois       | DVD                      | UCD                      | 1 067        | 21,34        |             |             |
|                          | Suzie Bonnet             | PCF                      | COM                      | 853          | 17,06        |             |             |
|                          | Benjamin Regonesi        | PCF                      | COM                      | 853          | 17,06        |             |             |
|                          |                          |                          |                          |              |              |             |             |
| Suffrages exprimés       | Suffrages exprimés       | Suffrages exprimés       | Suffrages exprimés       | 5 000        | 94,02        | 5 012       | 90,63       |
| Votes blancs             | Votes blancs             | Votes blancs             | Votes blancs             | 190          | 3,57         | 286         | 5,17        |
| Votes nuls               | Votes nuls               | Votes nuls               | Votes nuls               | 128          | 2,41         | 232         | 4,20        |
| Total                    | Total                    | Total                    | Total                    | 5 318        | 100          | 5 530       | 100         |
| Abstention               | Abstention               | Abstention               | Abstention               | 8 020        | 60,13        | 7 805       | 58,53       |
| Inscrits / participation | Inscrits / participation | Inscrits / participation | Inscrits / participation | 13 338       | 39,87        | 13 335      | 41,47       |

### Canton de Sarlat-la-Canéda
| Candidats                | Candidats                | Partis                   | Nuance                   | Premier tour | Premier tour | Second tour | Second tour |
| Candidats                | Candidats                | Partis                   | Nuance                   | Voix         | %            | Voix        | %           |
| ------------------------ | ------------------------ | ------------------------ | ------------------------ | ------------ | ------------ | ----------- | ----------- |
|                          | Fabienne Lagoubie        | DVG                      | SOC                      | 2 326        | 48,60        | 2 953       | 59,96       |
|                          | Benoît Secrestat         | PS                       | SOC                      | 2 326        | 48,60        | 2 953       | 59,96       |
|                          | Basile Fanier            | LR                       | LR                       | 1 649        | 34,45        | 1 972       | 40,04       |
|                          | Nathalie Lavergne        | LR                       | LR                       | 1 649        | 34,45        | 1 972       | 40,04       |
|                          | Muriel Moskowicz         | LFI                      | UGE                      | 811          | 16,95        |             |             |
|                          | Philippe Thomas          | ÉCO                      | UGE                      | 811          | 16,95        |             |             |
|                          |                          |                          |                          |              |              |             |             |
| Suffrages exprimés       | Suffrages exprimés       | Suffrages exprimés       | Suffrages exprimés       | 4 786        | 93,09        | 4 925       | 91,70       |
| Votes blancs             | Votes blancs             | Votes blancs             | Votes blancs             | 193          | 3,75         | 263         | 4,90        |
| Votes nuls               | Votes nuls               | Votes nuls               | Votes nuls               | 162          | 3,15         | 183         | 3,41        |
| Total                    | Total                    | Total                    | Total                    | 5 141        | 100          | 5 371       | 100         |
| Abstention               | Abstention               | Abstention               | Abstention               | 7 616        | 59,70        | 7 392       | 57,92       |
| Inscrits / participation | Inscrits / participation | Inscrits / participation | Inscrits / participation | 12 757       | 40,30        | 12 763      | 42,08       |

### Canton du Sud-Bergeracois
| Candidats                | Candidats                | Partis                   | Nuance                   | Premier tour | Premier tour | Second tour | Second tour |
| Candidats                | Candidats                | Partis                   | Nuance                   | Voix         | %            | Voix        | %           |
| ------------------------ | ------------------------ | ------------------------ | ------------------------ | ------------ | ------------ | ----------- | ----------- |
|                          | Jérôme Bétaille          | PS                       | SOC                      | 1 854        | 38,90        | 2 456       | 53,45       |
|                          | Sylvie Chevallier        | PS                       | SOC                      | 1 854        | 38,90        | 2 456       | 53,45       |
|                          | Annie Aublanc            | DVC                      | DVC                      | 1 397        | 29,31        | 2 139       | 46,55       |
|                          | Hervé Delage             | DVC                      | DVC                      | 1 397        | 29,31        | 2 139       | 46,55       |
|                          | Francette Menini         | RN                       | RN                       | 950          | 19,93        |             |             |
|                          | Antoine Peyret-Lacombe   | RN                       | RN                       | 950          | 19,93        |             |             |
|                          | Mathilde Bache           | EÉLV                     | UGE                      | 565          | 11,85        |             |             |
|                          | Patrick Rousseau         | DVG                      | UGE                      | 565          | 11,85        |             |             |
|                          |                          |                          |                          |              |              |             |             |
| Suffrages exprimés       | Suffrages exprimés       | Suffrages exprimés       | Suffrages exprimés       | 4 766        | 94,98        | 4 595       | 90,88       |
| Votes blancs             | Votes blancs             | Votes blancs             | Votes blancs             | 136          | 2,71         | 240         | 4,75        |
| Votes nuls               | Votes nuls               | Votes nuls               | Votes nuls               | 116          | 2,31         | 221         | 4,37        |
| Total                    | Total                    | Total                    | Total                    | 5 018        | 100          | 5 056       | 100         |
| Abstention               | Abstention               | Abstention               | Abstention               | 6 321        | 55,75        | 6 283       | 55,41       |
| Inscrits / participation | Inscrits / participation | Inscrits / participation | Inscrits / participation | 11 339       | 44,25        | 11 339      | 44,59       |

### Canton de Terrasson-Lavilledieu
| Candidats                | Candidats                | Partis                   | Nuance                   | Premier tour | Premier tour | Second tour | Second tour |
| Candidats                | Candidats                | Partis                   | Nuance                   | Voix         | %            | Voix        | %           |
| ------------------------ | ------------------------ | ------------------------ | ------------------------ | ------------ | ------------ | ----------- | ----------- |
|                          | Régine Anglard           | PS                       | SOC                      | 2 583        | 46,01        | 3 434       | 60,28       |
|                          | Michel Lajugie           | PCF                      | SOC                      | 2 583        | 46,01        | 3 434       | 60,28       |
|                          | Jean-Marie Chanquoi      | LR                       | LR                       | 1 526        | 27,18        | 2 263       | 39,72       |
|                          | Gaelle Gauthier Lajonie  | LR                       | LR                       | 1 526        | 27,18        | 2 263       | 39,72       |
|                          | Margaret de Verteuil     | RN                       | RN                       | 850          | 15,14        |             |             |
|                          | Richard Mandral          | RN                       | RN                       | 850          | 15,14        |             |             |
|                          | Samuel Lemoine           | DVG                      | UGE                      | 655          | 11,67        |             |             |
|                          | Martine Subil            | EÉLV                     | UGE                      | 655          | 11,67        |             |             |
|                          |                          |                          |                          |              |              |             |             |
| Suffrages exprimés       | Suffrages exprimés       | Suffrages exprimés       | Suffrages exprimés       | 5 614        | 93,88        | 5 697       | 91,72       |
| Votes blancs             | Votes blancs             | Votes blancs             | Votes blancs             | 230          | 3,85         | 278         | 4,48        |
| Votes nuls               | Votes nuls               | Votes nuls               | Votes nuls               | 136          | 2,27         | 236         | 3,80        |
| Total                    | Total                    | Total                    | Total                    | 5 980        | 100          | 6 211       | 100         |
| Abstention               | Abstention               | Abstention               | Abstention               | 9 138        | 60,44        | 8 911       | 58,93       |
| Inscrits / participation | Inscrits / participation | Inscrits / participation | Inscrits / participation | 15 118       | 39,56        | 15 122      | 41,07       |

### Canton de Thiviers
| Candidats                | Candidats                | Partis                   | Nuance                   | Premier tour | Premier tour | Second tour | Second tour |
| Candidats                | Candidats                | Partis                   | Nuance                   | Voix         | %            | Voix        | %           |
| ------------------------ | ------------------------ | ------------------------ | ------------------------ | ------------ | ------------ | ----------- | ----------- |
|                          | Stéphane Fayol           | DVD                      | DVD                      | 2 189        | 41,33        | 3 044       | 54,39       |
|                          | Isabelle Hyvoz           | DVD                      | DVD                      | 2 189        | 41,33        | 3 044       | 54,39       |
|                          | Françoise Decarpentrie   | PS                       | SOC                      | 1 658        | 31,31        | 2 553       | 45,61       |
|                          | Michel Karp              | PS                       | SOC                      | 1 658        | 31,31        | 2 553       | 45,61       |
|                          | Virginie Malard          | PCF                      | UGE                      | 749          | 14,14        |             |             |
|                          | Alain Massy              | ÉCO                      | UGE                      | 749          | 14,14        |             |             |
|                          | Christian Gérard         | RN                       | RN                       | 700          | 13,22        |             |             |
|                          | Océane Grenier           | RN                       | RN                       | 700          | 13,22        |             |             |
|                          |                          |                          |                          |              |              |             |             |
| Suffrages exprimés       | Suffrages exprimés       | Suffrages exprimés       | Suffrages exprimés       | 5 296        | 94,94        | 5 597       | 93,14       |
| Votes blancs             | Votes blancs             | Votes blancs             | Votes blancs             | 153          | 2,74         | 230         | 3,83        |
| Votes nuls               | Votes nuls               | Votes nuls               | Votes nuls               | 129          | 2,31         | 182         | 3,03        |
| Total                    | Total                    | Total                    | Total                    | 5 578        | 100          | 6 009       | 100         |
| Abstention               | Abstention               | Abstention               | Abstention               | 6 321        | 53,12        | 5 895       | 49,52       |
| Inscrits / participation | Inscrits / participation | Inscrits / participation | Inscrits / participation | 11 899       | 46,88        | 11 904      | 50,48       |

### Canton de Trélissac
| Candidats                | Candidats                | Partis                   | Nuance                   | Premier tour | Premier tour | Second tour | Second tour |
| Candidats                | Candidats                | Partis                   | Nuance                   | Voix         | %            | Voix        | %           |
| ------------------------ | ------------------------ | ------------------------ | ------------------------ | ------------ | ------------ | ----------- | ----------- |
|                          | Christelle Boucaud       | PS                       | SOC                      | 2 450        | 54,90        | 3 223       | 69,94       |
|                          | Stéphane Dobbels         | PS                       | SOC                      | 2 450        | 54,90        | 3 223       | 69,94       |
|                          | Marie Hélène Belombo     | MoDem                    | MDM                      | 1 080        | 24,20        | 1 385       | 30,06       |
|                          | Hussein Khairallah       | MoDem                    | MDM                      | 1 080        | 24,20        | 1 385       | 30,06       |
|                          | Fabrice Fauvet           | DVG                      | UG                       | 933          | 20,91        |             |             |
|                          | Laurence Meynard         | PCF                      | UG                       | 933          | 20,91        |             |             |
|                          |                          |                          |                          |              |              |             |             |
| Suffrages exprimés       | Suffrages exprimés       | Suffrages exprimés       | Suffrages exprimés       | 4 463        | 89,12        | 4 608       | 90,67       |
| Votes blancs             | Votes blancs             | Votes blancs             | Votes blancs             | 308          | 6,15         | 246         | 4,84        |
| Votes nuls               | Votes nuls               | Votes nuls               | Votes nuls               | 237          | 4,73         | 228         | 4,49        |
| Total                    | Total                    | Total                    | Total                    | 5 008        | 100          | 5 082       | 100         |
| Abstention               | Abstention               | Abstention               | Abstention               | 7 794        | 60,88        | 7 722       | 60,31       |
| Inscrits / participation | Inscrits / participation | Inscrits / participation | Inscrits / participation | 12 802       | 39,12        | 12 804      | 39,69       |

### Canton de la Vallée Dordogne
| Candidats                | Candidats                | Partis                   | Nuance                   | Premier tour | Premier tour |
| Candidats                | Candidats                | Partis                   | Nuance                   | Voix         | %            |
| ------------------------ | ------------------------ | ------------------------ | ------------------------ | ------------ | ------------ |
|                          | Patricia Lafon-Gauthier  | PS                       | SOC                      | 3 795        | 64,96        |
|                          | Germinal Peiro           | PS                       | SOC                      | 3 795        | 64,96        |
|                          | Jean-Pierre Bouchard     | SE                       | DIV                      | 1 335        | 22,85        |
|                          | Céline Relaix            | SE                       | DIV                      | 1 335        | 22,85        |
|                          | Marc Bernadat            | LFI                      | UGE                      | 712          | 12,19        |
|                          | Fatiha Mehdi             | ÉCO                      | UGE                      | 712          | 12,19        |
|                          |                          |                          |                          |              |              |
| Suffrages exprimés       | Suffrages exprimés       | Suffrages exprimés       | Suffrages exprimés       | 5 842        | 93,61        |
| Votes blancs             | Votes blancs             | Votes blancs             | Votes blancs             | 234          | 3,75         |
| Votes nuls               | Votes nuls               | Votes nuls               | Votes nuls               | 165          | 2,64         |
| Total                    | Total                    | Total                    | Total                    | 6 241        | 100          |
| Abstention               | Abstention               | Abstention               | Abstention               | 7 870        | 55,77        |
| Inscrits / participation | Inscrits / participation | Inscrits / participation | Inscrits / participation | 14 111       | 44,23        |

### Canton de la Vallée de l'Isle
| Candidats                | Candidats                | Partis                   | Nuance                   | Premier tour | Premier tour | Second tour | Second tour |
| Candidats                | Candidats                | Partis                   | Nuance                   | Voix         | %            | Voix        | %           |
| ------------------------ | ------------------------ | ------------------------ | ------------------------ | ------------ | ------------ | ----------- | ----------- |
|                          | Carline Cappelle         | PS                       | SOC                      | 2 125        | 41,84        | 3 063       | 58,38       |
|                          | Jean-Michel Magne        | PS                       | SOC                      | 2 125        | 41,84        | 3 063       | 58,38       |
|                          | Bertrand Mathieu         | LR                       | UD                       | 1 578        | 31,07        | 2 184       | 41,62       |
|                          | Paulette Sicre-Doyotte   | LR                       | UD                       | 1 578        | 31,07        | 2 184       | 41,62       |
|                          | Françoise Guérin         | ÉCO                      | UGE                      | 760          | 14,96        |             |             |
|                          | Bruno Rossignol          | ÉCO                      | UGE                      | 760          | 14,96        |             |             |
|                          | Jérôme Gabuteau          | LREM                     | UCD                      | 616          | 12,13        |             |             |
|                          | Agnès Villeneuve         | DVD                      | UCD                      | 616          | 12,13        |             |             |
|                          |                          |                          |                          |              |              |             |             |
| Suffrages exprimés       | Suffrages exprimés       | Suffrages exprimés       | Suffrages exprimés       | 5 079        | 91,68        | 5 247       | 91,84       |
| Votes blancs             | Votes blancs             | Votes blancs             | Votes blancs             | 231          | 4,17         | 246         | 4,31        |
| Votes nuls               | Votes nuls               | Votes nuls               | Votes nuls               | 230          | 4,15         | 220         | 3,85        |
| Total                    | Total                    | Total                    | Total                    | 5 540        | 100          | 5 713       | 100         |
| Abstention               | Abstention               | Abstention               | Abstention               | 7 444        | 57,33        | 7 238       | 55,89       |
| Inscrits / participation | Inscrits / participation | Inscrits / participation | Inscrits / participation | 12 984       | 42,67        | 12 951      | 44,11       |

### Canton de la Vallée de l'Homme
| Candidats                | Candidats                | Partis                   | Nuance                   | Premier tour | Premier tour | Second tour | Second tour |
| Candidats                | Candidats                | Partis                   | Nuance                   | Voix         | %            | Voix        | %           |
| ------------------------ | ------------------------ | ------------------------ | ------------------------ | ------------ | ------------ | ----------- | ----------- |
|                          | Florence Gauthier        | PS                       | SOC                      | 2 063        | 42,75        | 2 798       | 62,11       |
|                          | Christian Teillac        | PS                       | SOC                      | 2 063        | 42,75        | 2 798       | 62,11       |
|                          | Jean-Paul Dubos          | PCF                      | UGE                      | 1 160        | 24,04        | 1 707       | 37,89       |
|                          | Moya Lemoine             | EÉLV                     | UGE                      | 1 160        | 24,04        | 1 707       | 37,89       |
|                          | Anne-Catherine Balland   | LR                       | LR                       | 807          | 16,72        |             |             |
|                          | Bernard Chavanel         | LR                       | LR                       | 807          | 16,72        |             |             |
|                          | Isabelle Babule          | RN                       | RN                       | 796          | 16,49        |             |             |
|                          | Sébastien Labrousse      | RN                       | RN                       | 796          | 16,49        |             |             |
|                          |                          |                          |                          |              |              |             |             |
| Suffrages exprimés       | Suffrages exprimés       | Suffrages exprimés       | Suffrages exprimés       | 4 826        | 94,79        | 4 505       | 87,85       |
| Votes blancs             | Votes blancs             | Votes blancs             | Votes blancs             | 145          | 2,85         | 359         | 7,00        |
| Votes nuls               | Votes nuls               | Votes nuls               | Votes nuls               | 120          | 2,36         | 264         | 5,15        |
| Total                    | Total                    | Total                    | Total                    | 5 091        | 100          | 5 128       | 100         |
| Abstention               | Abstention               | Abstention               | Abstention               | 6 953        | 57,73        | 6 914       | 57,42       |
| Inscrits / participation | Inscrits / participation | Inscrits / participation | Inscrits / participation | 12 044       | 42,27        | 12 042      | 42,58       |